# 与えられた数より小さい素数の個数について
『与えられた数より小さい素数の個数について』（あたえられたすうよりちいさいそすうのこすうについて、ドイツ語の原題: Ueber die Anzahl der Primzahlen unter einer gegebenen Grösse, 英語での定訳: On the Number of Primes Less Than a Given Magnitude）は、19世紀のドイツの数学者であるベルンハルト・リーマンが1859年に発表した論文である。同年の学術誌『ベルリン学士院月報』(Monatsberichte der Königlich Preußischen Akadademie der Wissenschaften zu Berlin) 上に掲載された。解析学や幾何学の分野における業績が多かったリーマンが数論の分野で唯一発表した論文であり、わずか9ページしかなかったが、数々の画期的な内容を含み、後世に甚大な影響を及ぼした。特に解析的整数論においては、本論文は同分野の基本文献とされている。内容的には、この論文はあるべき大論文の要約版・研究速報と見なすことができたが、リーマン自身は7年後の1866年に39歳で没したため、本論文の詳細版が出版されることはついになかった。もし詳細版が出版されていれば、関連分野の研究は70年は短縮されただろうという指摘がある。
本論文には6個の予想が含まれていたが、リーマン没後、うち5つまでは後の数学者達によって証明が与えられた。最後に残されたのがリーマン予想であり、これは数論における最も重要な未解決問題の一つとされている。
この論文の影響はあまりに大きかったため、例えば複素数の表記方法として普通は z = x + iy（特に z = 1/2 + iy）と書くところを、リーマンゼータ関数の非自明な零点を論じる場合に限っては、本論文にちなんで s = 1/2 + it と書く慣習がある。また、「リーマンのゼータ関数」という名称も、元々オイラーが導入した関数であるにもかかわらず、本論文でリーマンが記号 ζ(s) を用いて記述したことから以後定着した。

## 導入された新定義
- リーマンゼータ関数 ζ(s) の s = 1 を除く全複素平面への解析接続
- 整関数 ξ(t)[注 2]
- 離散関数 J(x)[注 3]

## 記載された証明又は証明のあらまし
- ζ(s) の関数等式についての二通りの証明
- ξ(t) の積表示[注 4]の証明のあらまし（1896年にアダマールが完全に証明）
- ξ(t) の零点のうち虚部が 0 と T の間であるものの近似的な個数についての証明のあらまし（1905年にフォン・マンゴルト（英語版）が完全に証明）
- リーマンの素数公式の証明のあらまし（1895年にフォン・マンゴルトが完全に証明）

## 提起された予想
- リーマン予想：「ξ(t) の全ての零点は実数である」。α を ξ(t) の零点として、ζ(s) の負の偶数を除く零点は 1/2 + iα と書けるので、これは次のよく知られた形に言い換えられる。「ζ(s) の非自明な零点の実部は 1/2 に等しい」

## 導入された新たな技法等
- 解析接続（ただしワイエルシュトラス流のものとは異なる）
- 線積分 (contour integration)
- フーリエ逆変換

リーマンはまた関数 J(x) を本質的にスティルチェス積分の尺度として用い、ζ(s) と素数分布との関連を論じた。そして log ζ(s) との比較を通じて、論文の主結果として J(x) を定式化した。リーマンは更に進んで、一部に困難が残ることを認めつつ、素数の数を与える関数 π(x) の近似公式の導出を試みた。素数分布をある程度正確に記述する素数定理は、後の1896年にド・ラ・ヴァレ・プーサンとアダマールによって独立に示された。もしリーマン予想が証明されれば、さらに精密な素数分布が導かれることが知られている。

## 日本語訳
- 杉浦光夫訳「与えられた限界以下の素数の個数について」（リーマン(2004)、155–162頁）
- 鈴木治郎訳「与えられた数より小さな素数の個数について」（エドワーズ(2012)、314–321頁[5]）
- 平林幹人訳「与えられた数より小さい素数の個数について」（鹿野(1991)、17–28頁）